# Uchpa
Uchpa („Asche“) ist eine 1990 gegründete Rockband aus Ayacucho (Peru), die auf Chanka-Quechua singt.

## Geschichte
Die Musikgruppe Uchpa wurde 1990 in der Stadt Ayacucho/Huamanga von Fredy Ortiz (auch: Freddy Ortiz) und Igor Montoya gegründet. Fredy Ortiz, dessen Vater evangelischer Pastor war und durch den er zahlreiche geistliche Lieder im nordamerikanischen Country-Stil kannte, wurde Sänger der Gruppe und Igor Montoya Gitarrist. Beide stammten aus der Provinz Andahuaylas in der Region Apurímac. Fredy Ortiz, das letzte bis heute verbliebene Gründungsmitglied, arbeitete seinerzeit als Polizist – als solcher war er von 1982 bis 2005 tätig – und war während des Bewaffneten Konflikts in Peru an verschiedenen Orten im Konfliktgebiet im Einsatz. Als einziger Kollege hatte er einen Kassettenrecorder und Kassetten mit Bob Dylan und Crosby, Stills and Nash dabei. Der Polizist Ortiz lernte Montoya in einem Bus in Ayacucho kennen. Fredy Ortiz und Igor Montoya stellten fest, dass die Jugendlichen aus quechuasprachigen Elternhäusern, die mit rund sechzehn Jahren die Schule verließen, sich auf Grund der rassistischen Anfeindungen nicht mehr trauten, ihre Muttersprache zu sprechen. Fredy Ortiz erklärte, er singe moderne Musik in seiner Muttersprache Quechua, damit diese Sprache erhalten bleibe. Nach Aussage von Fredy Ortiz gab es damals Terror von „zwei „Leuchtenden Pfaden“, dem roten „Leuchtenden Pfad“ und dem grünen „Leuchtenden Pfad““. Während der „rote Leuchtende Pfad“ (Sendero Luminoso) allgemein bekannt sei, habe der „grüne Leuchtende Pfad“ „aus den Uniformierten, den Militärs und der Polizei“ bestanden. Der „grüne Leuchtende Pfad“ habe auf Grund seiner größeren Macht mehr Gräueltaten durchführen können. Ein großer Teil der Lieder von Uchpa behandele diese schlimme Zeit. Der Name der Gruppe Uchpa, „Asche“, wurde lauf Fredy Ortiz gewählt als Hinweis darauf, was nach einem Krieg übrig bleibt: Asche.
Fredy Ortiz und Igor Montoya, beide Laienmusiker, nahmen ihre erste Kassette in Ayacucho auf. Erst eine Weile später gab es die erste CD, die den Titel Wayrapim qaparichkan („Er/Sie schreit im Wind“) erhielt. Nach dem Erfolg dieser CD und der Ausstrahlung von Uchpas Liedern im Radio und Fernsehen beschlossen die beiden, weitere Bandmitglieder aufzunehmen. So kamen Tampa, Koki, Mr. Blues und Jaime Pacheco dazu, die alle aus der Region Ayacucho stammten. Diese spielten zusätzliche Instrumente: Schlagzeug, Gitarre, Bass und Waqrapuku (Stier- und Kuhhörner). 1995 kam die CD Hawka kawsay („In Frieden leben“) heraus.
Im folgenden Jahr wurde Fredy Ortiz von der Polizei nach Lima versetzt, so dass sich die alte Formation von Uchpa auflöste. In Lima fand sich Fredy jedoch mit anderen Musikern zusammen, mit denen er die Gruppe Uchpa wieder aufleben ließ. Zu den hier hinzugestoßenen Bandmitgliedern gehörte als Bassist auch der 1975 im belgischen Löwen geborene und seit 1978 in San Sebastián de Sacraca (Region Ayacucho) teilweise mit Quechua aufgewachsene spätere Physiker Bram Willems, den Fredy aus der Sekundarschule in Andahuaylas kannte. 1999 erschien die CD Hukman muskiy („Anderer Atem“). Weitere CDs kamen 2005 und 2007 heraus. Die Gruppe trug nicht nur komplett eigene Stücke vor, sondern adaptierte auch traditionelle peruanische Huainos. Zu einem großen Erfolg wurde die Adaptation des quechuasprachigen Huainos Corazón contento („Zufriedenes Herz“) der Brüder Ayvar Alfaro (Sixto, Luis und Porfirio Ayvar Alfaro) aus Ocobamba, dem Geburtsort Fredys. Ein weiterer von Uchpa erfolgreich adaptierter Huaino ist Chachaschay / Quri anillo aus der Dorfgemeinde Chaccra an der Grenze der Regionen Apurímac und Ayacucho.

## Diskographie
- Wayrapin qaparichkan (Gritando en el viento) 1991
- Qawka kawsay (Viviendo en paz) 1995
- Qukman muskiy (Respiro diferente) 2000
- En concierto en La Noche de Barranco 2003
- Lo mejor de Uchpa 2005
- Concierto Uchpa 2005